# 沃龍佐夫燈塔

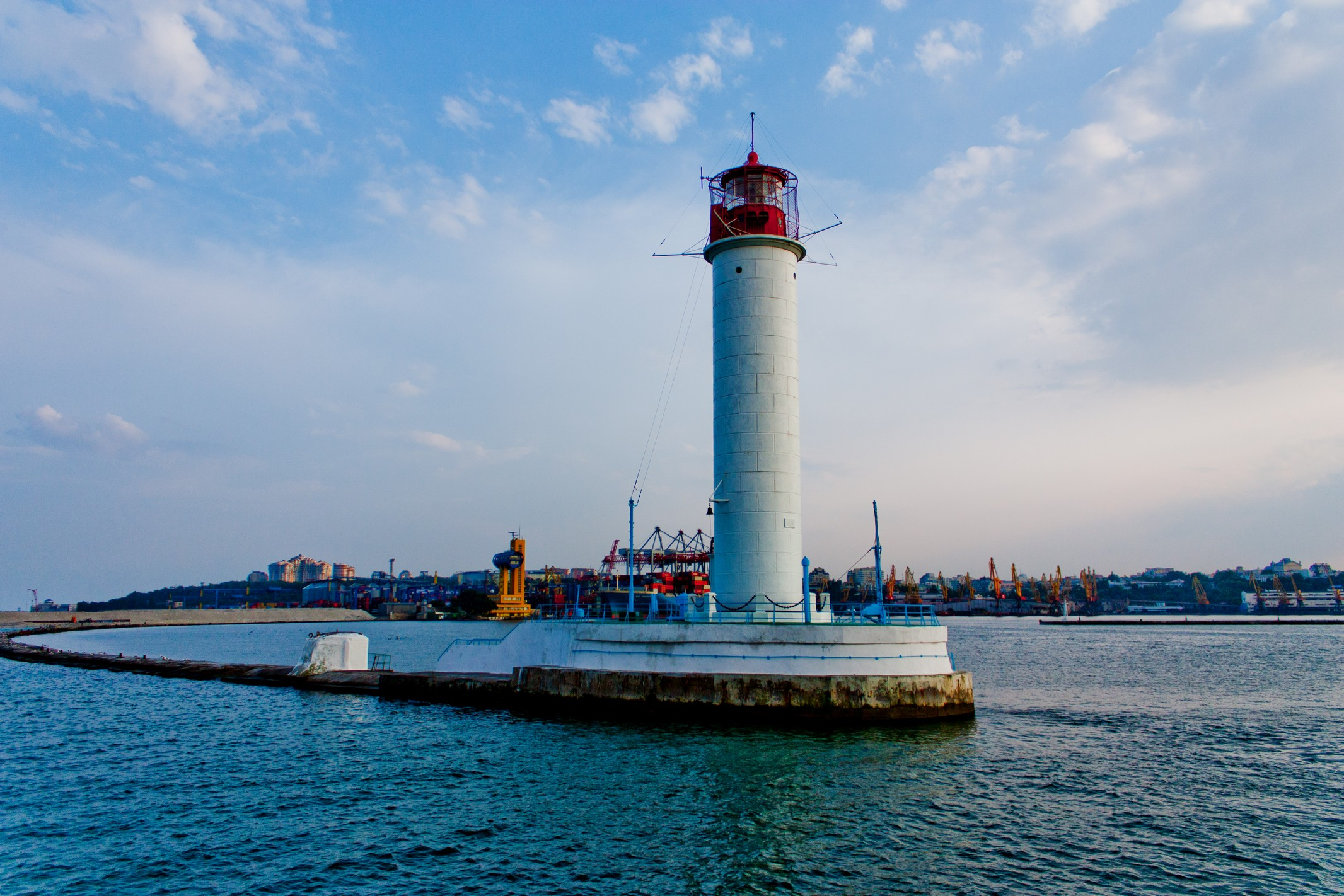
沃龍佐夫燈塔

沃龍佐夫燈塔（烏克蘭語：Воронцовський маяк）是烏克蘭城市、黑海沿岸港口敖德薩的一座燈塔，高27.2米。燈塔得名於俄羅斯帝國王子米哈伊爾·謝苗諾維奇·沃龍佐夫，他也曾是敖德薩地區的地方長官。現在的燈塔是第三代燈塔。第一代燈塔由木材建造。

## 外部連結
- .   [2006-01-08]. （原始内容存档于2007-09-28）.